# Николо Мели
Николо Мели (итал. Nicolò Melli; Ређо Емилија, 26. јануар 1991) италијански је кошаркаш. Игра на позицијама крилног центра и центра, а тренутно наступа за Фенербахче.

## Успеси

### Клупски
- Олимпија Милано:
  - Првенство Италије (4): 2013/14, 2021/22, 2022/23, 2023/24.
  - Куп Италије (1): 2022.

- Брозе Бамберг:
  - Првенство Немачке (2): 2015/16, 2016/17.
  - Куп Немачке (1): 2017.

- Фенербахче:
  - Евролига (1): 2024/25.
  - Првенство Турске (1): 2017/18.
  - Куп Турске (2): 2019, 2025.

### Репрезентативни
- Европско првенство до 20 година:  2011.

### Појединачни
- Идеални тим Евролиге — друга постава (1): 2016/17.